# 303

## Esdeveniments

### Països Catalans
- Comencen persecucions dels cristians a tot Catalunya i el País Valencià que duraran dos anys.La tetrarquia formada pels augusts Dioclecià i Maximià i els cèsars Galeri i Constanci va emetre una sèrie d'edictes que abolien els drets legals dels cristians a tot l'Imperi Romà. Aquestes són conegudes com la persecució de Dioclecià o gran persecució.[1]

### Món
- El tribú Jordi es nega a perseguir cristians. Interrogat, els comunica que és cristià, el tribú Jordi, després considerat Sant Jordi, mor aquest mateix any, el 23 d'abril.[2]

## Necrològiques
- 4 de març - Nicomèdia (Capadòcia, actual Kocaeli, Turquia): Adrià de Nicomèdia, màrtir cristià (o potser l'any següent, n. ?).[3]
- 23 d'abril - Nicomèdia (Capadòcia, actual Kocaeli, Turquia): sant Jordi, màrtir cristià (dada tradicional, (n. ?).
- 7 d'octubre - Resafa (Síria): Sant Sergi, militar romà i màrtir cristià